# Suhaili bin Haj Mohiddin
Scheich Suhaili bin Haj Mohiddin ist der Stellvertretende Mufti  des Sultanats Brunei. Er ist Vorsitzender des Scharia-Beratungsgremiums für die Bank Islam Brunei Darussalam Berhad und ihrer Tochtergesellschaften. Er ist ein Mitglied der Islamischen Fiqh-Akademie. Er graduierte an der al-Azhar-Universität in Ägypten.
Er war einer der 138 Unterzeichner des offenen Briefes Ein gemeinsames Wort zwischen Uns und Euch (englisch A Common Word Between Us & You), den Persönlichkeiten des Islam an „Führer christlicher Kirchen überall“ (englisch "Leaders of Christian Churches, everywhere …") sandten (13. Oktober 2007).